# Alex Frick
Alex Frick (* 11. Januar 1901 in Sigmaringen; † 15. März 1991 in Tettnang) war ein deutscher Zahnarzt, Kommunalpolitiker und Heimatforscher.

## Leben und Wirken
Alex Frick war der Sohn des geschichtsinteressierten Kaufmanns (und späteren Ehrenmitglieds des Hohenzollerischen Geschichtsvereins) Max Frick aus Sigmaringen. Alex Frick studierte Medizin und eröffnete 1927 eine Zahnarztpraxis in Tettnang, wo er in den folgenden Jahrzehnten ein reges Engagement im sozialen und im historisch-kulturellen Bereich entfaltete. Als Präsident des Narrenvereins belebte er ab 1937 die Tettnanger Straßenfastnacht; er leitete ab 1951 die Ortsgruppe Tettnang des Deutschen Roten Kreuzes und gehörte zwischen 1957 und 1972 dem Tettnanger Gemeinderat an.
Fricks außerberufliches Hauptinteresse galt der Geschichte, sowohl seiner Heimatstadt Sigmaringen als auch ganz besonders seines Wirkungsortes Tettnang. Dort ordnete er sowohl das Pfarr- als auch das Stadtarchiv und war maßgeblich an der Einrichtung des Montfort-Museums im Torschloss beteiligt. Frick ist im Dokumentarfilm "Tettnang – Unsere kleine Stadt (1882)" in seiner Funktion als Stadtarchivar zu sehen.
Alex Frick war mit Johanna Forster verheiratet.

## Ehrungen
- 1966: Bundesverdienstkreuz
- 1974: Ehrenbürgerwürde der Stadt Tettnang
- 1977: Ehrenvorsitz der Ortsgruppe Tettnang des Deutschen Roten Kreuzes
- 1980: Ehrenmitglied des Vereins für Geschichte des Bodensees und seiner Umgebung[2]
- 1982: Martinus-Medaille von Bischof Moser, Diözese Rottenburg-Stuttgart
- 2005: Eröffnung Dr.-Alex-Frick-Weg, Tettnang

## Schriften (Auswahl)
- 1100 Jahre Tettnang. In: Schriften des Vereins für Geschichte des Bodensees und seiner Umgebung. Band 101, 1983, S. 7–16. Digitalisat
- Pfarrei Sankt Gallus Tettnang (= Kleine Kunstführer, Band 1335). Schnell und Steiner, München, Zürich 1982.
- Tettnang beim Bodensee. Senn, Tettnang 1972, 2. Aufl. 1974.